# Bożuriszte (gmina)
Bożuriszte (bułg. Община Божурище) – gmina w zachodniej Bułgarii, w obwodzie sofijskim.

## Miejscowości
Miejscowości w gminie Bożuriszte:
- Bożuriszte (bułg.: Божурище) − siedziba gminy,
- Cherakowo (bułg.: Хераково),
- Chrabyrsko (bułg.: Храбърско),
- Delan (bułg.: Делян),
- Gurmazowo (bułg.: Гурмазово),
- Mała Rakowica (bułg.: Мала Раковица),
- Pożarewo (bułg.: Пожарево),
- Prolesza (bułg.: Пролеша),
- Rosoman (bułg.: Росоман),
- Złatusza (bułg.: Златуша).